# شيناغاوا (طوكيو)
شيناغاوا (باليابانية: 品川区شيناغاوا-كو) وتعني «حي شيناغاوا» هو أحد أحياء طوكيو ال 23، يوجد في هذا الحي تسع سفارات.

## جغرافيا
يقع حي سوميدا على خليج طوكيو محاطاً بأحياء أخرى هي كوتو، ميناتو، وميغورو، أوتا.

## تاريخ
تم تأسيس الحي في 15 مارس 1947.

## توأمة
لشيناغاوا (طوكيو) اتفاقيات توأمة مع كل من:
- أوكلاند
- Auckland City [الإنجليزية]‏

## أعلام
- نوبوهيسا أراتا
- أكيرا كوروساوا
- هيرويوكي سانادا
- تاكيو تاكاهاشي
- كينجي كاواي

## مواقع خارجية
- الموقع الرسمي لمدينة شيناغاوا باللغة اليابانية